# On a Day Like Today
On a Day Like Today es un álbum del cantautor canadiense Bryan Adams, publicado en 1998. Bryan con ayuda del productor contratado Bob Rock para este álbum. Bryan quería producir un disco de oro después de las críticas dadas a su última producción de estudio.[cita requerida]

## Sencillos
El sencillo principal es "On A Day Like Today". La canción fue un éxito y alcanzó la posición nº13 en la lista de Reino Unido pero la canción fue ignorada en los Estados Unidos, en donde no alcanzó ambos Billboard Hot 100 o Mainstream Rock Tracks. Para la carátula se utilizó una toma fotográfica entre las sesiones de grabación. El Lado B del sencillo incluyó canciones como "Bin There Done That" y la versión de la canción de Joe Cocker "She Believes in Me", escrita por el propio Adams.
Fue seguido por el sencillo "When You're Gone", con la colaboración de Melanie C fue un éxito en todo el mundo con excepción de los Estados Unidos. Más tarde, Bryan tocó esta canción en vivo varias veces con Mel C, incluyendo su concierto en Castle Slane, pero en general en otros conciertos elige a una mujer del público para cantar la canción con él. El lado B incluye las pistas "Hey Baby" y "What Does It Do To Your Heart?". Otro lanzamiento de una sola versión como solista incluyó una canción llamada "I Love Ya Too Much". La canción fue la número 82 más vendida de la década de los 90. Mientras la versión con Mel C. aparecía en el álbum de grandes éxitos de Adams The Best of Me, él grabó esta canción con la sex symbol Pamela Anderson para la publicación canadiense de su álbum recopilatorio llamado Anthology
"Cloud Number Nine" fue el tercer sencillo alcanzando el n.º 6 en las listas británicas. El sencillo aparece solo con la mezcla de la canción Chicane. La versión original solo aparece en un álbum. La canción se convirtió en un gran éxito en todo el mundo y se convirtió en una de las canciones más conocidas de Adams. La mezcla de Chicane has se convirtió en la versión permanente para las interpretaciones en vivo de Bryan, Chicane se unió en el escenario con Bryan para cantar esta canción y la canción Don't Give Up en el DVD de Bryan "Live At Castle Slane". La canción es también popular por su vídeo musical, donde Adams se viste de blanco, en una habitación blanca con una mujer asiática la cual se pintó todo el cuerpo de blanco. La primera versión única aparece en la versión de Adams de la canción de Céline Dion Let's Talk About Love, la cual fue escrita por Adams y una versión acústica para "When You're Gone". La segunda versión también incluye la mezcla de Basbombe y de una canción llamada "Snippets" que es la mezcla de las canciones "C'mon C'mon C'mon", "Inside Out" y "Where Angels Fear To Tread" .
El último sencillo fue una balada de Rock llamada "Inside Out". La canción se convirtió en éxito en países europeos y ha aparecido en álbumes recopilatorios como The Best Of Me y Anthology. Trisha Yearwood y Don Henley hicieron una versión de esta canción a dúo. En el vídeo de la canción, Adams aparece con una mujer robot. El lado B del sencillo incluía las canciones Rock Steady (junto a Bonnie Raitt) y Back to You.

## Recepción
On A Day Like Today vendió 3 millones de copias en el lanzamiento y fue un éxito , excepto en el mercado de Estados Unidos, donde se convirtió en el primer álbum desde el "Cuts Like A Knife" de 1983 en no obtener una certificación de platino por la RIAA. Fue certificado en Disco de Platino en el Reino Unido y 2 Discos de Platino en Canadá. De acuerdo con Allmusic la compañía discográfica no hizo mucha publicidad para el álbum.

## Lista de canciones
| N.º | Título                                                  | Escritor(es)          | Duración |  |
| 1.  | «How Do Ya Feel Tonight»                                | Adams, Thornalley     | 4:46     |  |
| 2.  | «C'mon C'mon C'mon»                                     | Adams, Peters         | 3:36     |  |
| 3.  | «Getaway»                                               | Adams, Peters         | 3:47     |  |
| 4.  | «On a Day Like Today»                                   | Adams, Thornalley     | 3:28     |  |
| 5.  | «Fearless»                                              | Adams, Peters         | 3:52     |  |
| 6.  | «I'm a Liar»                                            | Adams, Peters         | 4:16     |  |
| 7.  | «Cloud Number Nine»                                     | Adams, Martin, Peters | 3:45     |  |
| 8.  | «When You're Gone»                                      | Adams, Kennedy        | 3:24     |  |
| 9.  | «Inside Out»                                            | Adams, Peters         | 4:43     |  |
| 10. | «If I Had You»                                          | Adams                 | 4:03     |  |
| 11. | «Before the Night Is Over»                              | Adams, Martin         | 3:48     |  |
| 12. | «I Don't Wanna Live Forever»                            | Adams, Peters         | 3:14     |  |
| 13. | «Where Angels Fear to Tread»                            | Adams, Peters         | 3:47     |  |
| 14. | «Lie to Me (canción extra para Sudamérica y Australia)» | Adams, Kennedy        | 4:37     |  |

## Listas
El álbum alcanzó el n.º 3 en Canadá y nº11 en el Reino Unido.
On A Day Like Today fue el primer sencillo publicado. Alcanzó el lugar nº13 en el Reino Unido y n.º 9 en el Charts Canadiense de Sencillos. When You're Gone, el segundo sencillo, fue un éxito alcanzando el número 3 en las listas del Reino Unido y fue en el Top 10 durante diez semanas. Alcanzó el lugar nº11 en Canadá. Cloud Number Nine alcanzó la posición n.º 6 en el Reino Unido y el nº12 en Canadá.

## Personal
- Bryan Adams - Guitarra, Piano, Voz
- Mickey Curry - Batería
- Keith Scott - Bajo, Guitarra
- Phil Thornalley - Guitarra, Bajo, arreglos de Cuerda
- Dave Pickell - Piano, Órgano
- Danny Cummings - Percusiones
- Melanie C - Voz en "When You're Gone"

- Datos: Q1755620